# استان تای نین
استان تای نین (به لاتین: Tây Ninh Province) یک استان در ویتنام است که در ویتنام واقع شده‌است.

## خصوصیات
استان تای نین ۴٬۰۲۹٫۶ کیلومترمربع مساحت و ۱٬۰۲۹٬۸۰۰ نفر جمعیت دارد.